# Hamadryas februa
Hamadryas februa är en fjärilsart som beskrevs av Jacob Hübner 1816/24. Hamadryas februa ingår i släktet Hamadryas och familjen praktfjärilar. Inga underarter finns listade i Catalogue of Life.

## Bildgalleri

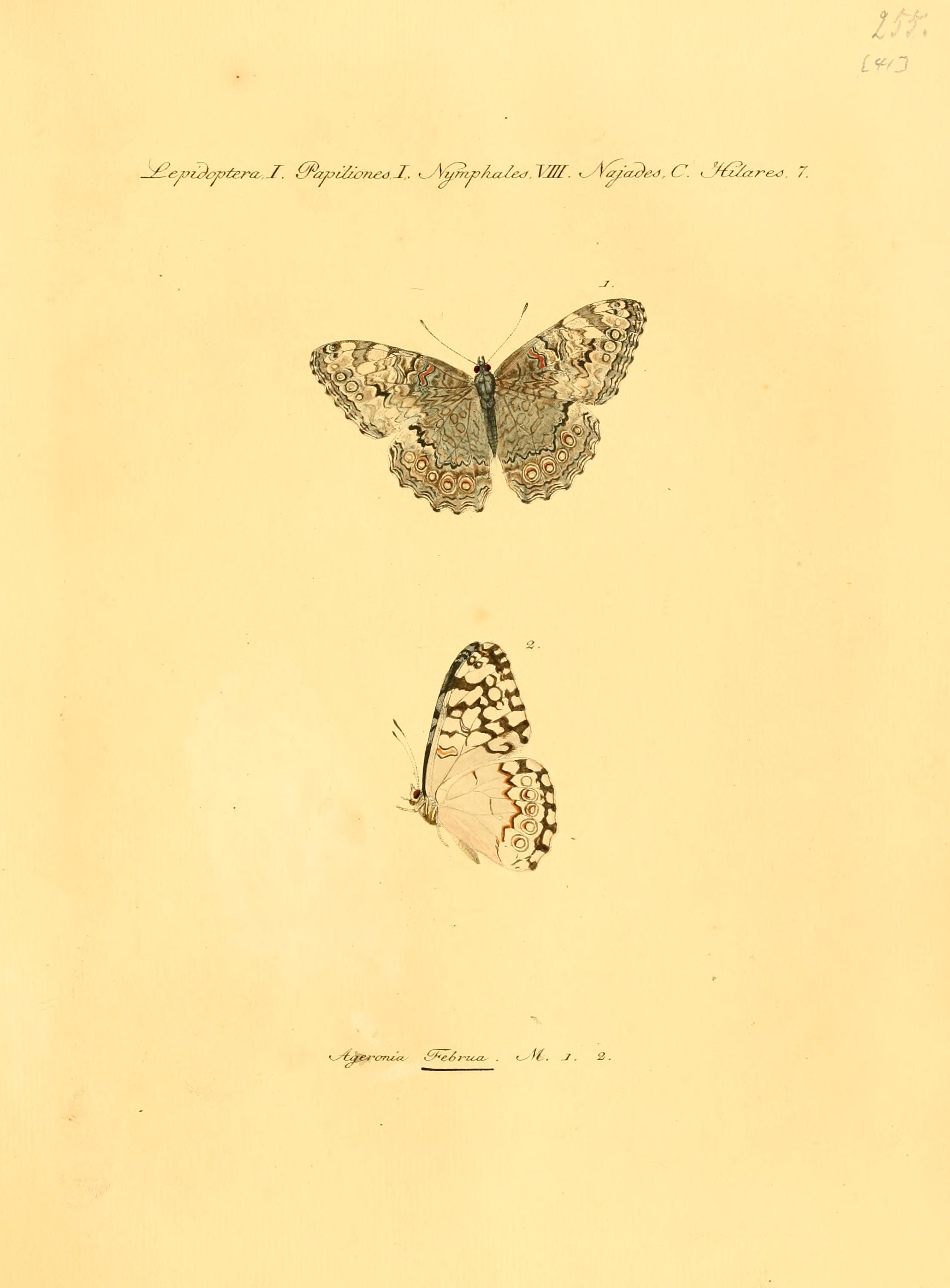